# Valaskjálf
En la mitología nórdica, Valaskjálf es uno de los palacios de Odín, es un gran palacio construido y techado con plata pura. En este lugar se encuentra el trono de Odín, Hliðskjálf, desde el cual se puede ver todo el universo. 
Es mencionada en el Grímnismál y en Gylfaginning:
| Bær er sá inn þriði, er blíð regin silfri þökðu sali; Valaskjalf heitir, er vélti sér áss í árdaga. | La tercera morada es aquella que los dioses, techaron con plata una sala Valaskjálf, es llamada, la cual para si adquirió un As en tiempos remotos |

Grímnismál, estrofa 6, Edda prosaica

Þar er enn mikill staður er Valaskjálf heitir. Þann stað á Óðinn. Þann gerðu guðin og þöktu skíru silfri, og þar er Hliðskjálfin í þessum sal, það hásæti er svo heitir. Og þá er Alföður situr í því sæti, þá sér hann of allan heim.
Otra gran morada está allí, la cual es llamada Valaskjálf. Odín posee esa residencia. Los dioses la hicieron y la techaron con plata pura, y en esta mansión está el Hlidskjálf, como es llamado el trono. Siempre que el "padre de todos" se sienta allí, examina todas las tierras.
Gylfaginning, estrofa 17, Edda prosaica.